# Мисливський туризм

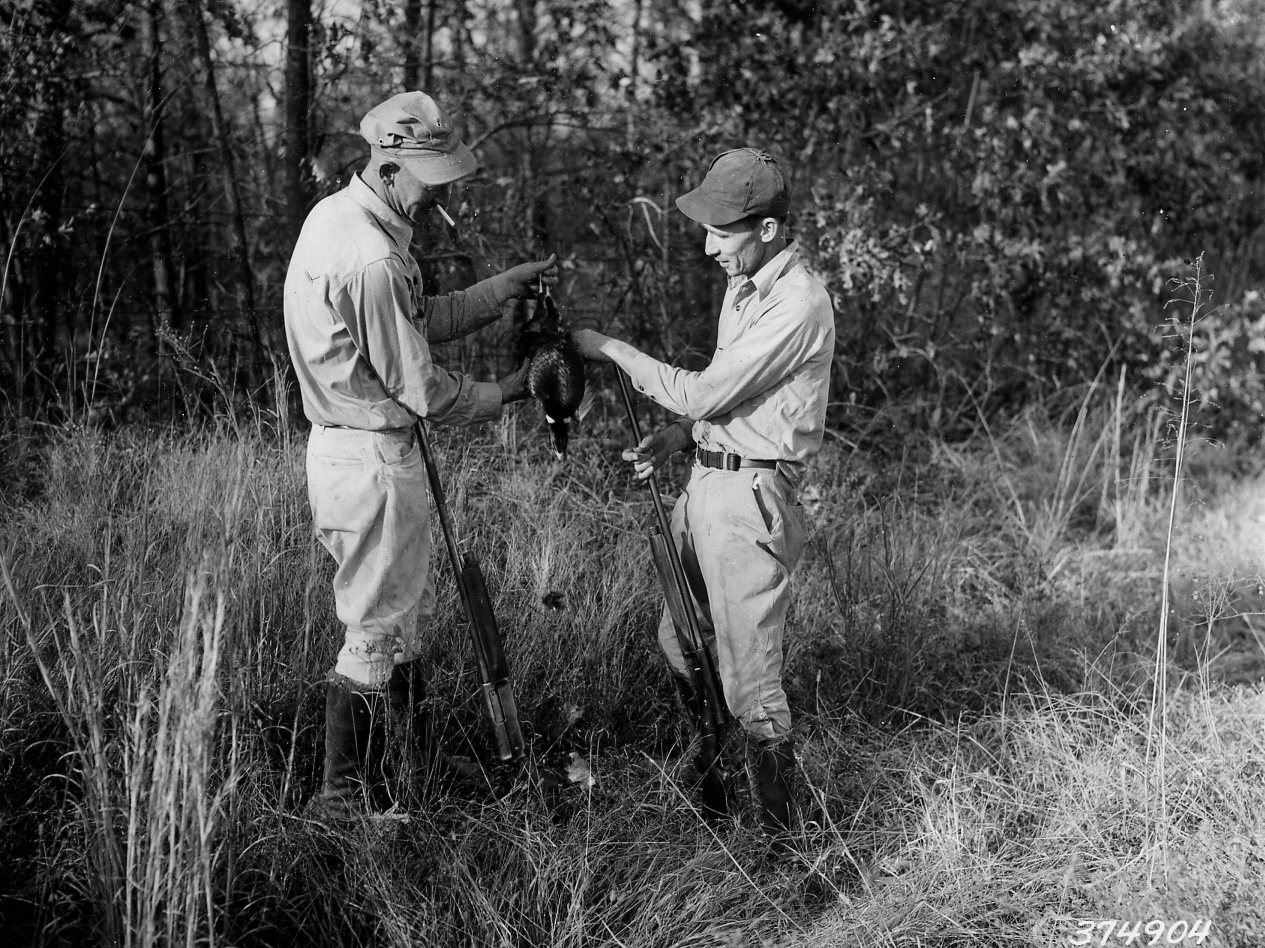
Мисливці з трофеєм

Мисли́вський тури́зм — організована оплачувана подорож, спрямована на задоволення потреб споживачів (мисливців) у послугах екстремального, спортивно-оздоровчого або пізнавального характеру в процесі їх перебування у природному середовищі існування мисливських тварин.
Як і саме полювання, ця форма туризму може бути неспоживчою або споживчою. Перший тип включає переслідування, спостереження або фотографування тварин і може включати вивчення природного середовища та екосистем. Любительське полювання, як правило, має спортивний або рекреаційний характер. Другий тип включає в себе вилов, поранення або вбивство тварин з метою отримання їжі, трофеїв. До мисливських турів не відносять вбивство худоби, домашніх тварин або тварин, що тримаються в неволі, так як і рибальство та використання пасток.
Фотополювання є одним із найпопулярніших видів полювання в мисливському туризмі. При цьому туристи не вбивають тварин, а лише фотографують їх в їх природному середовищі існування. Фотополювання дозволяє туристам побачити диких тварин з близької відстані і отримати незабутні враження.
Полювання вважається одним з найдорожчих видів відпочинку, і це пов’язано з немалою ціною на провідників і ліцензії, вартість зброї та екіпіровки. Середньосвітова вартість обслуговування становить близько 200 доларів на добу на одного мисливця. Вид об’єкта полювання визначає ціну на ліцензію на відстріл (леви, гепарди, слони — десятки тисяч доларів; поширені види дрібних птахів — від кількох доларів).
Найпопулярніші країни мисливського туризму — Чехія, Австралія, Румунія, Болгарія, Угорщина, Австрія, Ботсвана, Аргентина, Канада, Киргизстан, Таджикистан, Танзанія.

## Мисливський туризм в Україні
З початку 90-х років ХХ століття в Україні існує міжнародний мисливський туризм, який сьогодні пропонує потужні мисливські програми. Більшість мисливських господарств великі, розміром від 10 до 100 тис. гектарів. Більшість господарств мають великі запаси різноманітних видів дичини, що дає можливість практикувати різноманітні види полювання.
Основними пріоритетами в роботі мисливських господарств України є:
- збільшення поголів’я мисливських тварин, особливо з хорошими трофейними якостями;
- організація полювання на найвищому рівні;
- індивідуальний підхід до кожного клієнта.

Лісомисливське районування території України поділяється на п'ять природних зон.
1. Поліська зона (Волинська, Житомирська, Київська, Львівська, Рівненська, Сумська, Хмельницька, Чернівецька, Львівська, Рівненська, Волинська, Житомирська, Київська, Львівська, Рівненська, Сумська, Хмельницька та Чернігівська області);
2. Лісостепова зона: правобережна (Вінницька, Волинська, Житомирська, Івано-Франківська, Київська, Кропивницька, Львівська, Одеська, Рівненська, Хмельницька, Сумська, Хмельницька та Чернігівська області); лівобережний (Київська, Полтавська, Сумська, Харківська, Черкаська та Чернігівська області);
3. Степова зона: північна (Дніпропетровська, Донецька, Запорізька, Кропивницька, Луганська, Миколаївська, Одеська та Харківська області); південна (АР Крим, Запорізька, Миколаївська, Одеська та Харківська області); південна (АР Крим, Запорізька, Миколаївська, Одеська та Херсонська області);
4. Карпатська зона (Закарпатська, Івано-Франківська, Львівська та Чернівецька області);
5. Кримські гори (АР Крим).
Згідно зі статистичними даними, площа мисливських угідь в Україні становить 38 779,9 тис. га. Найбільшу частину в структурі мисливських угідь України займають польові угіддя — 28721,0 тис. га (74,1%), а також лісові угіддя — 7931,9 тис. га (20,4%) та водно-болотні угіддя — 1796,2 тис. га (4,6%). 1077 користувачів працюють в управлінні мисливським господарством. В Україні налічується близько 780 000 мисливців, але лише 300 000-350 000 щорічно беруть участь у полюванні Загальні витрати від мисливського господарства у 2017 році склали 360,75 млн грн, а доходи — 160,68 млн грн. Доходи від ведення мисливського господарства формуються переважно за рахунок реалізації користувачами мисливських угідь ліцензій, відстрільних карток, продукції, отриманої від добування мисливських тварин (м'ясо, шкіра, трофеї) та надання послуг мисливцям у процесі добування мисливських тварин.
Одним з основних факторів успішного розвитку мисливського туризму є наявність достатньої кількості мисливських ресурсів. До категорії мисливських тварин в Україні віднесено 34 види тварин, з них 25 видів тварин зустрічаються в карпатських лісах.
Організаційно-економічне забезпечення мисливських турів на території України як для іноземців, так і для громадян України передбачає вирішення досить великої кількості проблемних завдань. Мисливський туризм знаходиться на стику мисливського, лісового, сільського, водного господарства та туристичної галузі в цілому. Найтісніший і взаємопов'язаний зв'язок існує між мисливським туризмом та мисливським господарством, що в перспективі може призвести до конфлікту інтересів між користувачами мисливських угідь, державою та приватними мисливцями

## Критика

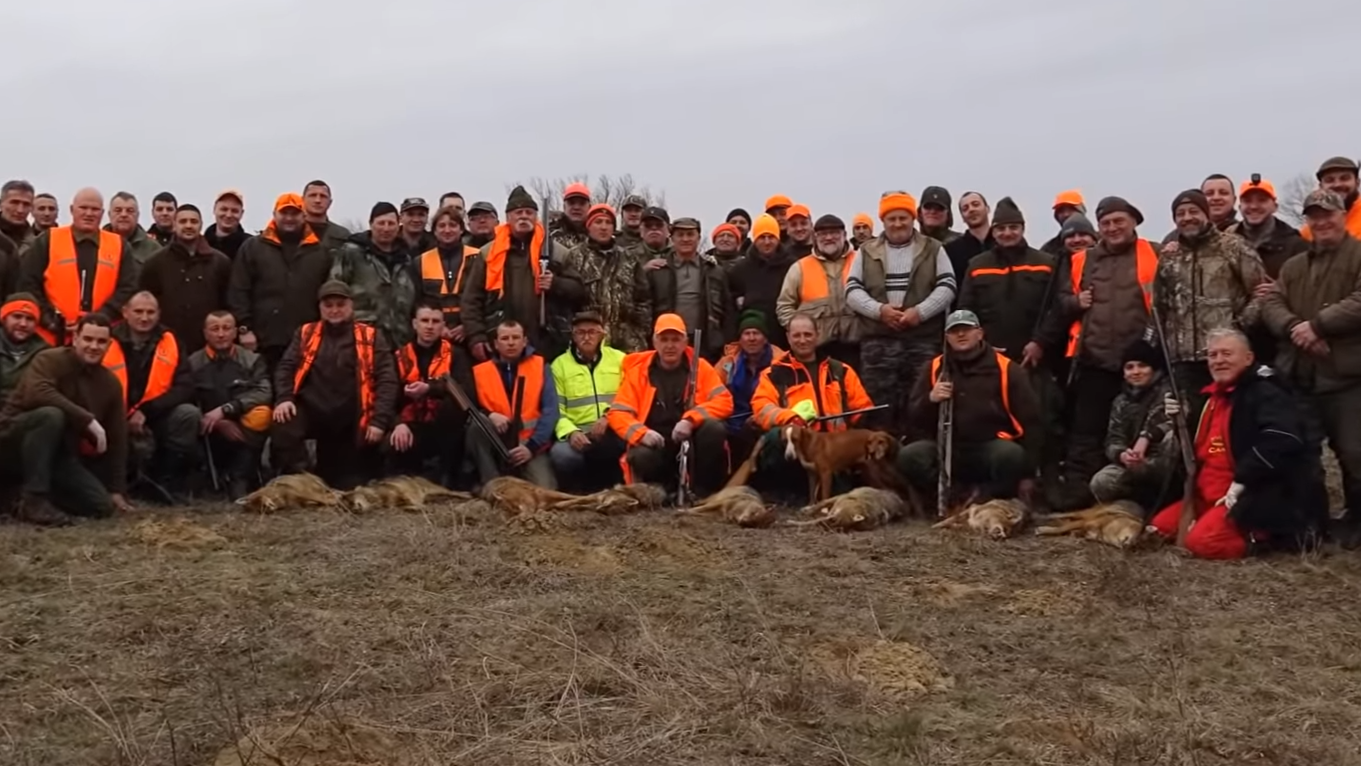
Мисливці на мисливському угідді "Мраморак"

Мисливський туризм є предметом критики з боку захисників дикої природи. Вони стверджують, що полювання завдає шкоди природному середовищу, а також розвиває жорстокість у людях.
Ось деякі з аргументів захисників дикої природи:
1. Полювання може призвести до знищення окремих видів тварин або навіть цілих популяцій.
2. Полювання є базою для браконьєрства.
3. Полювання може розвивати жорстокість у людях. Захисники дикої природи стверджують, що вбивство тварини для розваги є проявом жорстокості, яка може призвести до насильства щодо інших людей. Деякі захисники дикої природи навіть прирівнюють полювання до вбивства людини. Вони стверджують, що всі живі істоти мають право на життя, незалежно від того, чи є вони людиною чи твариною.
Однак існують і інші думки щодо мисливського туризму. Деякі люди вважають, що полювання є важливим для регулювання чисельності тварин, а також для збереження традиційних культур.